# کربوهیدرازید
کربوهیدرازید (به انگلیسی: Carbohydrazide) با فرمول شیمیایی CH۶N۴O یک ترکیب شیمیایی با شناسه پاب‌کم ۷۳۹۴۸ است. که جرم مولی آن ۹۰٫۰۹ g/mol می‌باشد. 